# Matthias Stom
Matthias Stom ou Matthias Stomer (né vers 1589-1590 – mort après 1650) est un peintre néerlandais, ou peut-être flamand, qui n'est connu que pour les œuvres qu'il produit pendant sa résidence en Italie. Il est influencé par le travail d'autres disciples du Caravage en Italie, en particulier ses disciples néerlandais souvent appelés l'École caravagesque d'Utrecht, ainsi que par Jusepe de Ribera et Pierre Paul Rubens. Il ne partage pas la préférence des autres peintres caravagesques du Nord pour les scènes de genre humoristiques — et parfois scabreuses — et les allégories décoratives élaborées, mais préfère les histoires tirées de la Bible. Il travaille dans divers endroits en Italie où il bénéficie du patronage d'institutions religieuses ainsi que de membres éminents de la noblesse,.

## Biographie

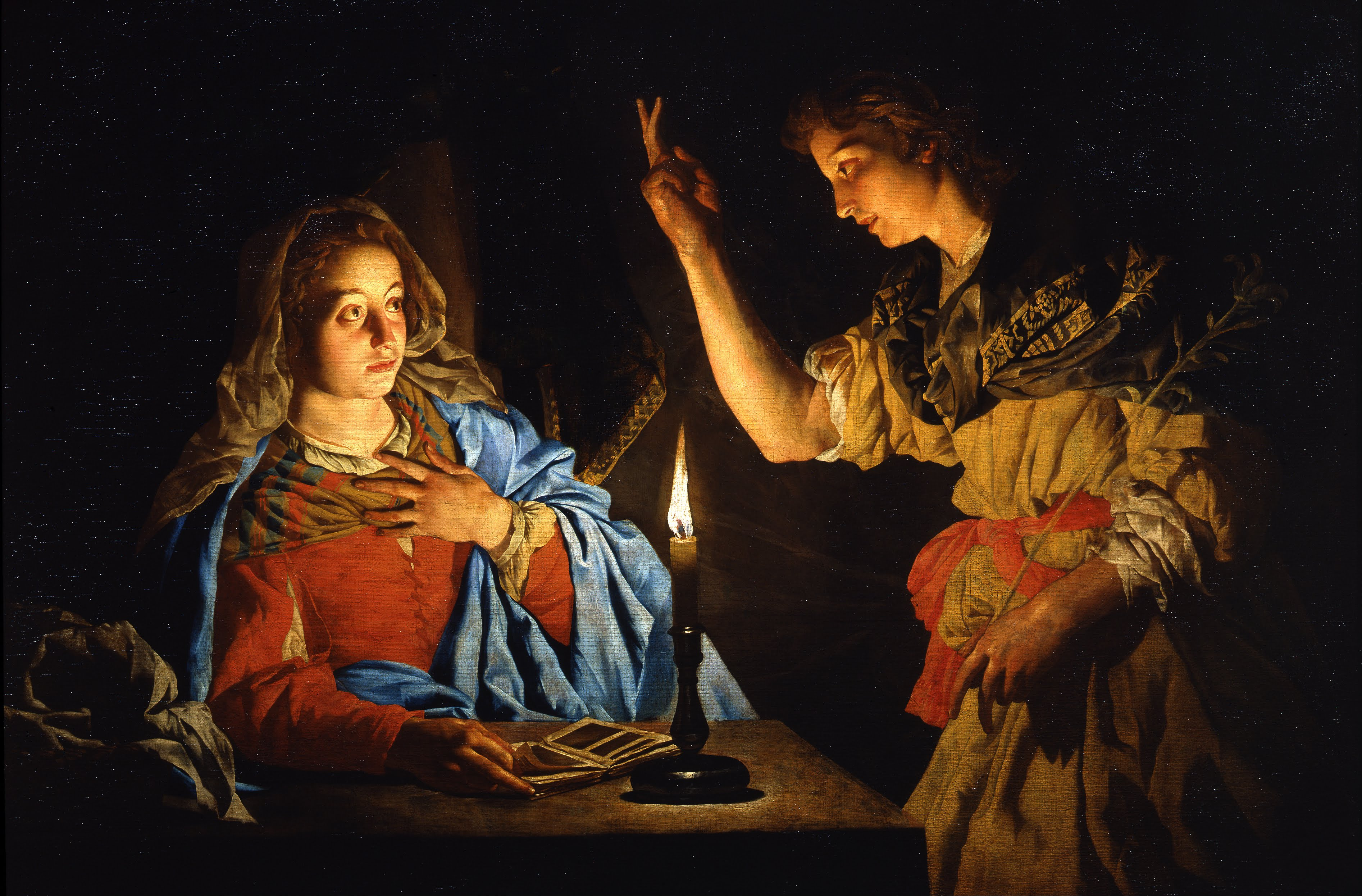
Annonciation.

Les détails de sa vie sont rares. Alors que dans le passé, l'artiste était généralement appelé Stomer, on pense aujourd'hui que son vrai nom est Stom, car c'est le nom qu'il a utilisé comme signature. Il a été suggéré auparavant que son nom, « Stom », qui signifie « muet » en néerlandais, a été donné à l'artiste comme surnom en partant du principe qu'il souffrait de ce handicap. Cependant, il n'y a aucune preuve de cette thèse.
Il n'existe aucun document attestant de son lieu de naissance, qui ne peut donc être déterminé avec certitude.
L'historien d'art néerlandais G.J. Hoogewerff écrit en 1942 que l'artiste est né à Amersfoort, près de la ville d'Utrecht. La source de Hoogewerff pour sa déclaration est inconnue et introuvable. Les archives municipales d'Amersfoort n'ont aucune trace d'un Stom. Le nom de famille Stom par lequel il est connu de son vivant est un nom flamand courant dans le sud aux Pays-Bas méridionaux. La plupart des personnes qui portaient ce nom dans les Provinces-Unies de l'époque sont des immigrants des Pays-Bas méridionaux. Il est donc très possible que Stom ait été lui-même flamand et qu'il ait passé la plus grande partie de sa vie et même de sa carrière dans les Pays-Bas méridionaux ou qu'il ait été un émigré (ou le fils d'un émigré) des Pays-Bas méridionaux.
On croyait traditionnellement qu'il est un élève de Gerard van Honthorst, notamment en raison de la proximité de leur style. Cependant, van Honthorst lui-même ne revint d'Italie dans sa ville natale d'Utrecht qu'en 1620. Il est peu probable que Stom se soit engagé dans un apprentissage avec van Honthorst alors qu'il avait déjà 20 ans. Il est donc toujours possible que Stom ait reçu une formation complémentaire dans l'atelier de van Honthorst après une première formation ailleurs. Il aurait également pu suivre une formation chez Hendrick ter Brugghen, un autre caravagiste de premier plan d'Utrecht, revenu d'Italie en 1614, ou chez d'autres peintres tels que Joachim Wtewael, Paulus Moreelse ou Abraham Bloemaert. Si Stom est en fait flamand, le style de son œuvre, qui présente des liens avec la peinture flamande du début du XVIIe siècle, pourrait indiquer une formation dans les Pays-Bas méridionaux, peut-être  avec le caravagiste anversois Abraham Janssens. Il n'existe aucune preuve documentaire qui prouve une telle formation.
La première preuve documentaire de Stom remonte à 1630, lorsqu'un « Mattheo Stom, fiamengo pittore, di anni 30. » (Matthias Stom, peintre flamand âgé de 30 ans), est enregistré comme vivant avec le peintre français Nicolas Provost dans la Strada dell'Olmo, à Rome. Sa résidence d'alors est l'ancien appartement du peintre néerlandais Paulus Bor d'Amersfoort qui a quitté l'Italie quatre ans plus tôt. Stom vit à cet endroit jusqu'en 1632. L'enregistrement susmentionné permet de situer la naissance de Stom autour de l'année 1600.
Avant 1635, Stom quitte Rome pour s'installer à Naples, où il réside au moins jusqu'en 1640. À Naples, il est exposé à l'influence du peintre caravagiste espagnol Jusepe de Ribera. Ses plus importantes commandes de sa période napolitaine sont une série sur la Passion du Christ réalisée pour l'église capucine de Sant'Efemo Nuovo. Pendant son séjour à Naples, il devient probablement une influence sur les peintres locaux Domenico Viola et Domenico Gargiulo. Certains paiements et une action en justice contre lui au tribunal ecclésiastique de Naples attestent de sa présence à Naples. L'affaire est déposée par son élève, Mattheus De Roggiero, ce qui montre qu'il dirige un atelier à Naples. D'après ses contacts sociaux avec des marins anglais et néerlandais, il semble qu'il soit plus intégré dans la communauté des expatriés que dans la société locale. Il a néanmoins de nombreux mécènes locaux, comme le montrent les inventaires napolitains contemporains. Le prospère marchand anversois Gaspar Roomer, qui réside à Naples, a peut-être facilité son succès commercial, bien qu'il n'existe aucune preuve documentaire à cet égard. Il semble que ses scènes à la bougie caractéristiques avec des demi-figures et leur combinaison caractéristique d'éléments tirés des œuvres de Gerrit van Honthorst et de Rubens soient particulièrement populaires auprès de la clientèle locale. Les peintures documentées de Stom ne montrent aucun signe d'intérêt pour les artistes napolitains de son époque. Il est probable que Stom quitte Naples après que la nouveauté de son œuvre se soit épuisée, n'ayant pas pu ou voulu s'adapter.
Il part alors pour Palerme où il peint des tableaux pour des églises de Monreale et Caccamo. On sait aussi que le duc de Messine, Antonio Ruffo, lui a acheté trois peintures. On ne connaît pas le lieu de sa mort, peut-être est-ce en Sicile ou bien en Italie du Nord, puisqu'en 1652 il est fait mention qu'il a peint un tableau d'autel pour l'église de Chiuduno.
Son fils, Matthias Stom le Jeune (1649-1702), devient peintre lui aussi.

## Style
Une cinquantaine de tableaux sont attribués avec certitude à Matthias Stom, seulement certains d'entre eux étant signés.  Son style est fortement influencé par le Caravage et ses suiveurs italiens, utilisant lui aussi avec grand effet la technique du Chiaroscuro. Il utilise également le modèle vivant, attesté par la présence de personnages identiques dans des rôles différents en fonction de ses œuvres. Cependant, Matthias Stom n'utilise pas le modèle vivant pour les personnages saints, préférant des figures idéalisées pour rendre compte de leur caractère sacré. Le peintre se détache des autres caravagesques en délaissant les scènes de genres humoristiques prisées par ses confrères, au profit de scènes bibliques aux atmosphères dignes et solennelles.  
Ses tableaux, représentant le plus souvent des scènes religieuses, sont appréciés pour le traitement précis des visages qui font ressortir leur psychologie.  Matthias Stom est considéré comme un grand coloriste, alliant dans ses œuvres des tons sombres à des plages de couleurs primaires éclatantes, notamment le bleu fabriqué à partir d'outremer ou d'azurite, des pigments coûteux témoignant de la richesse de ses commanditaires. Stom est à ce titre considéré comme l'un des peintres majeurs du caravagisme, l'ayant porté à une densité nouvelle, différente de celle du Caravage et de ses disciples italiens.

## Œuvres
- France : 
  - Le Roi David, huile sur toile, Musée des Beaux-Arts de Marseille[14].
  - Adoration des mages, huile sur toile, Musée des Augustins de Toulouse[15].
  - Le Sacrifice d'Isaac, huile sur toile, Musée Fesch, Ajaccio.
  - Le Repas d'Emmaüs, huile sur toile, Musée de Grenoble[16].
  - L'Avarice, huile sur toile, Musée de Grenoble[17].
  - Saint Ambroise, huile sur toile, vers 1633-1639, Musée des beaux-arts de Rennes, France[18].
  - Sarah présentant Agar à Abraham, huile sur toile, Musée Condé, Chantilly[19].
  - Pilate se lavant les mains après la condamnation à mort de Jésus, huile sur toile, vers 1650, Musée du Louvre, Paris[20].
  - Isaac bénissant Jacob, huile sur toile, Musée du louvre, Paris, France[21]
  - Saint Jean évangéliste, huile sur toile, Musée des beaux-arts de rennes, France[22].
  - Saint Jérôme, huile sur toile, 117 × 98 cm, Musée des beaux-arts de Nantes[23].
  - L'Adoration des bergers, huile sur toile, Musée des Beaux-Arts de Nantes[24].
- L'Adoration des bergers, huile sur toile, Musée Radichtchev, Saratov, Russie
- Ecce Homo, huile sur toile, 1630, Rijksmuseum, Amsterdam.
- Samson et Dalila, huile sur toile, années 1630, Galleria Nazionale d'Arte Antica, Rome.
- Salomé recevant la tête de Saint-Jean Baptiste, huile sur toile, vers 1630-1632, National Gallery, Londres.
- Le Christ et la femme adultère, huile sur toile, 101,6 × 137,2 cm, vers 1630-1633, Musée des beaux-arts de Montréal.
- Adoration des bergers, huile sur toile, vers 1635-1640, North Carolina Museum of Art, États-Unis.
- Caius Mucius Scaevola en présence de Porsenna, huile sur toile, début des années 1640, Art Gallery of New South Wales, Australie.
- Un joueur de luth et un joueur de flûte, huile sur toile, années 1640, collection Liechtenstein
- Sainte famille, huile sur toile, 152 × 206 cm, Musée Capodimonte, Naples[25]

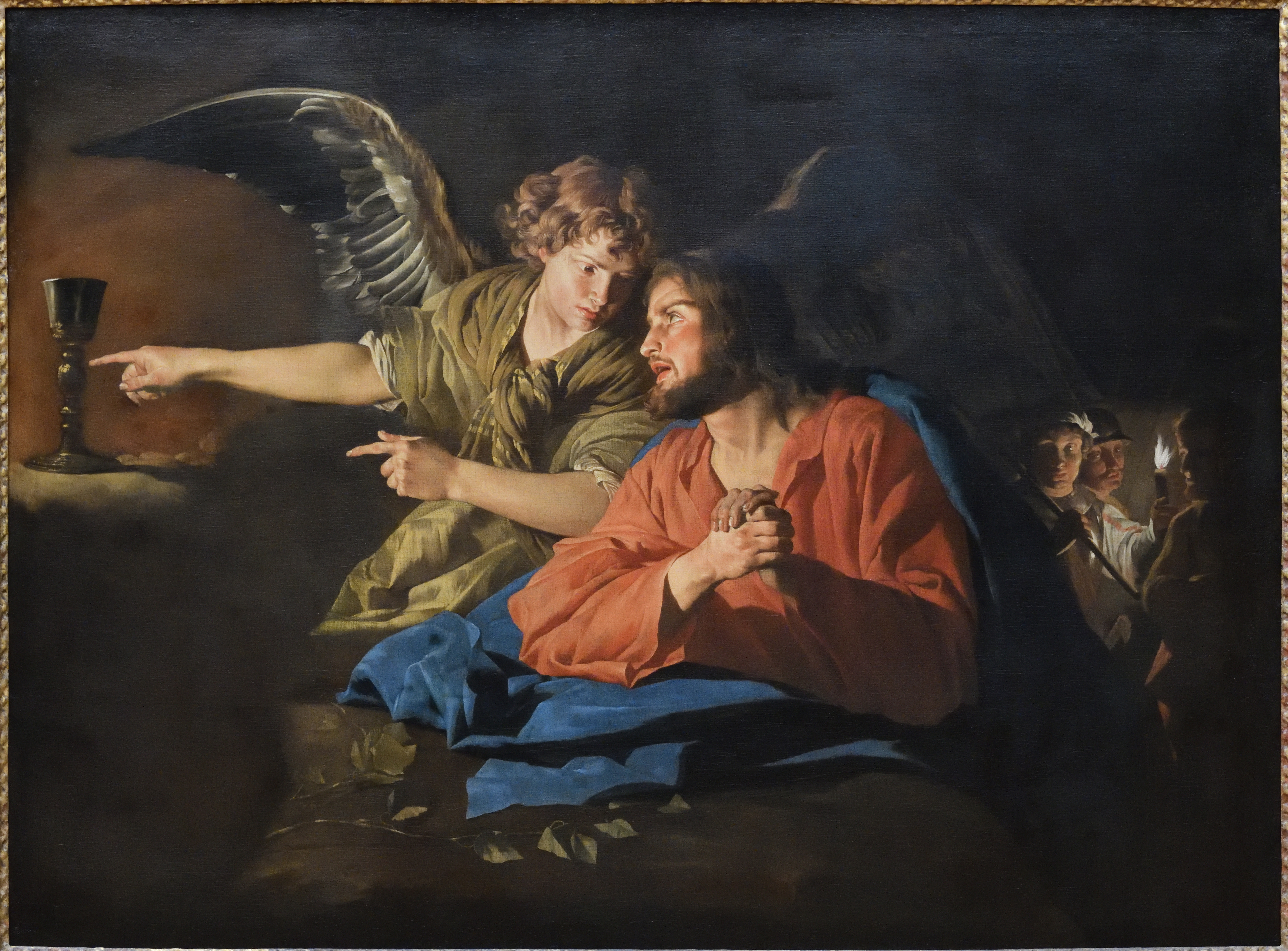
Le Christ au Mont des Oliviers, 1630 - Berlin Gemaldegalerie
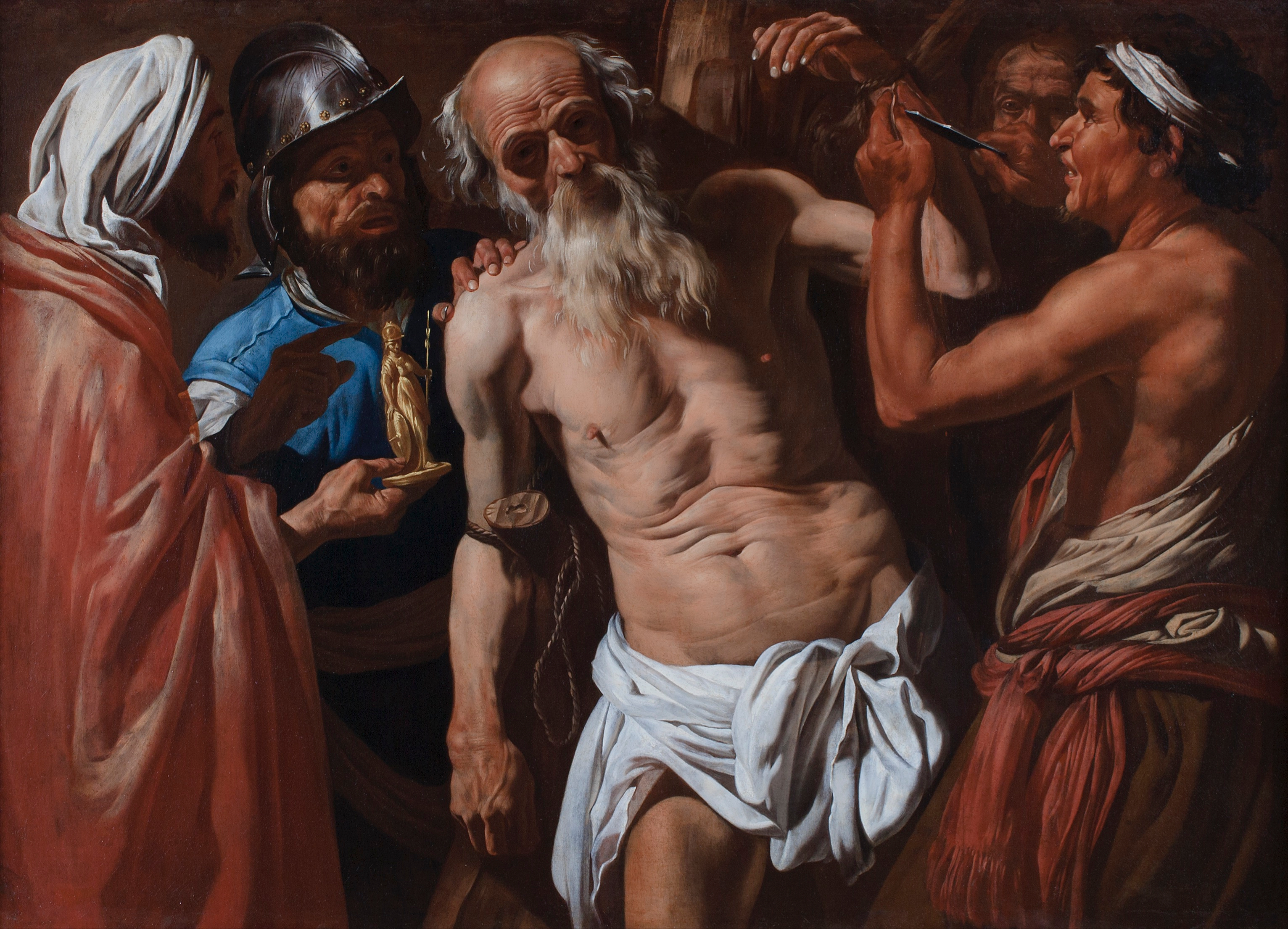
Le martyre de Saint Barthélémy 1630-1635.
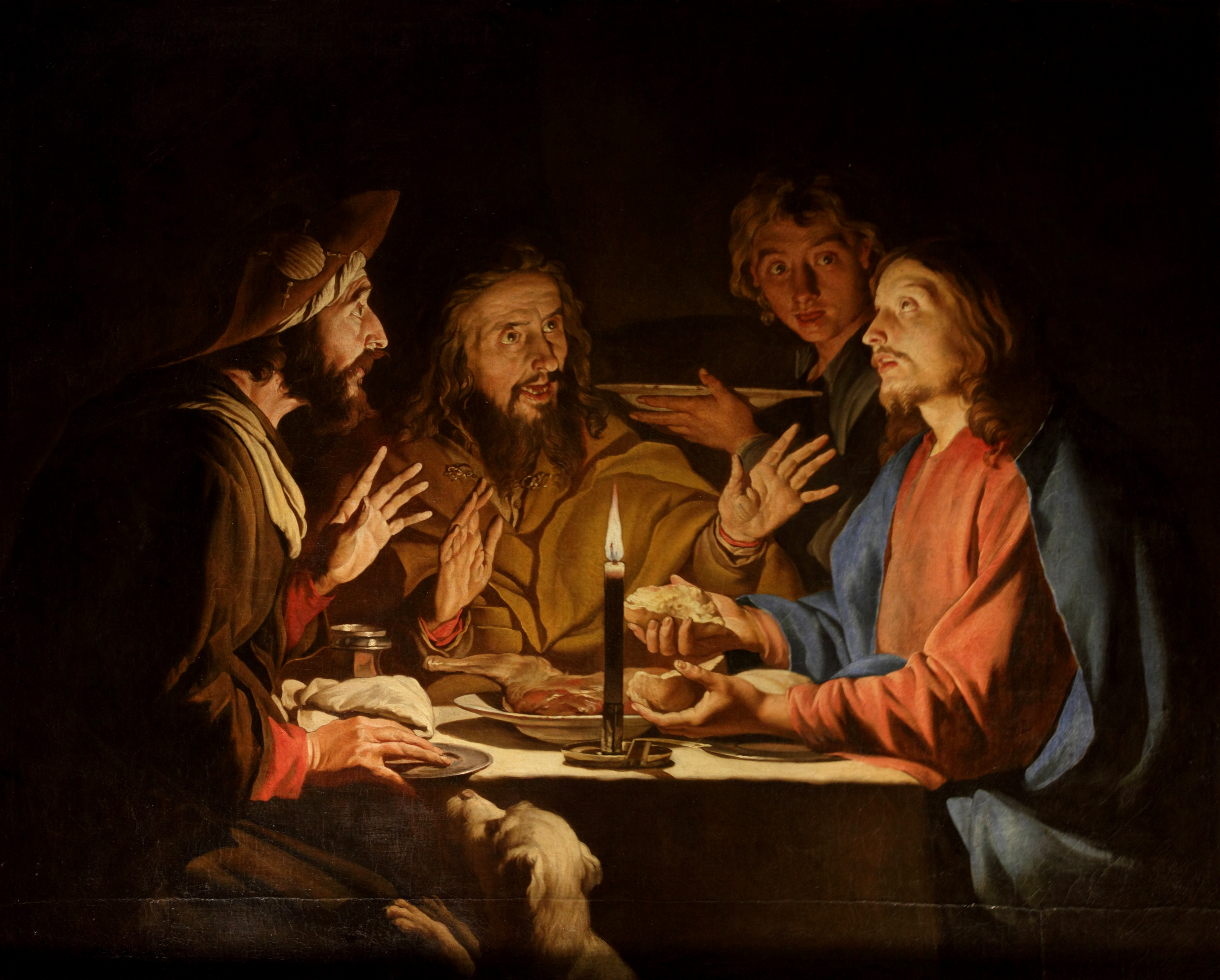
Le Repas d'Emmaüs, 1639 - Grenoble, Musée de Grenoble
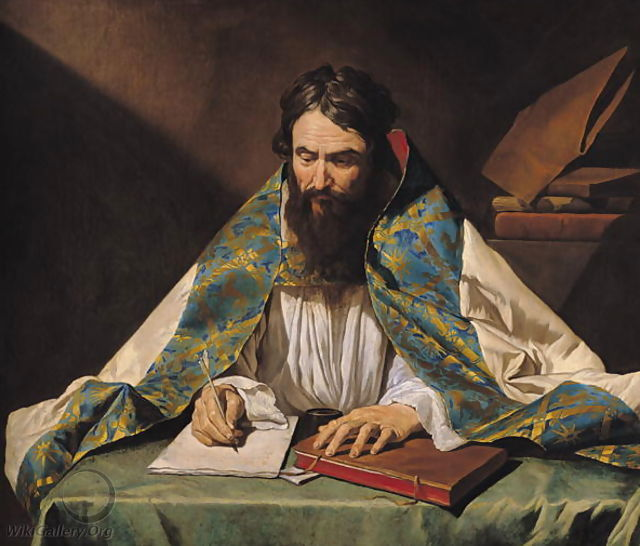
Saint Ambroise 1639 - Rennes Musée des Beaux Arts
Adoration des mages, 1640ca - Toulouse, Musée des Augustins.
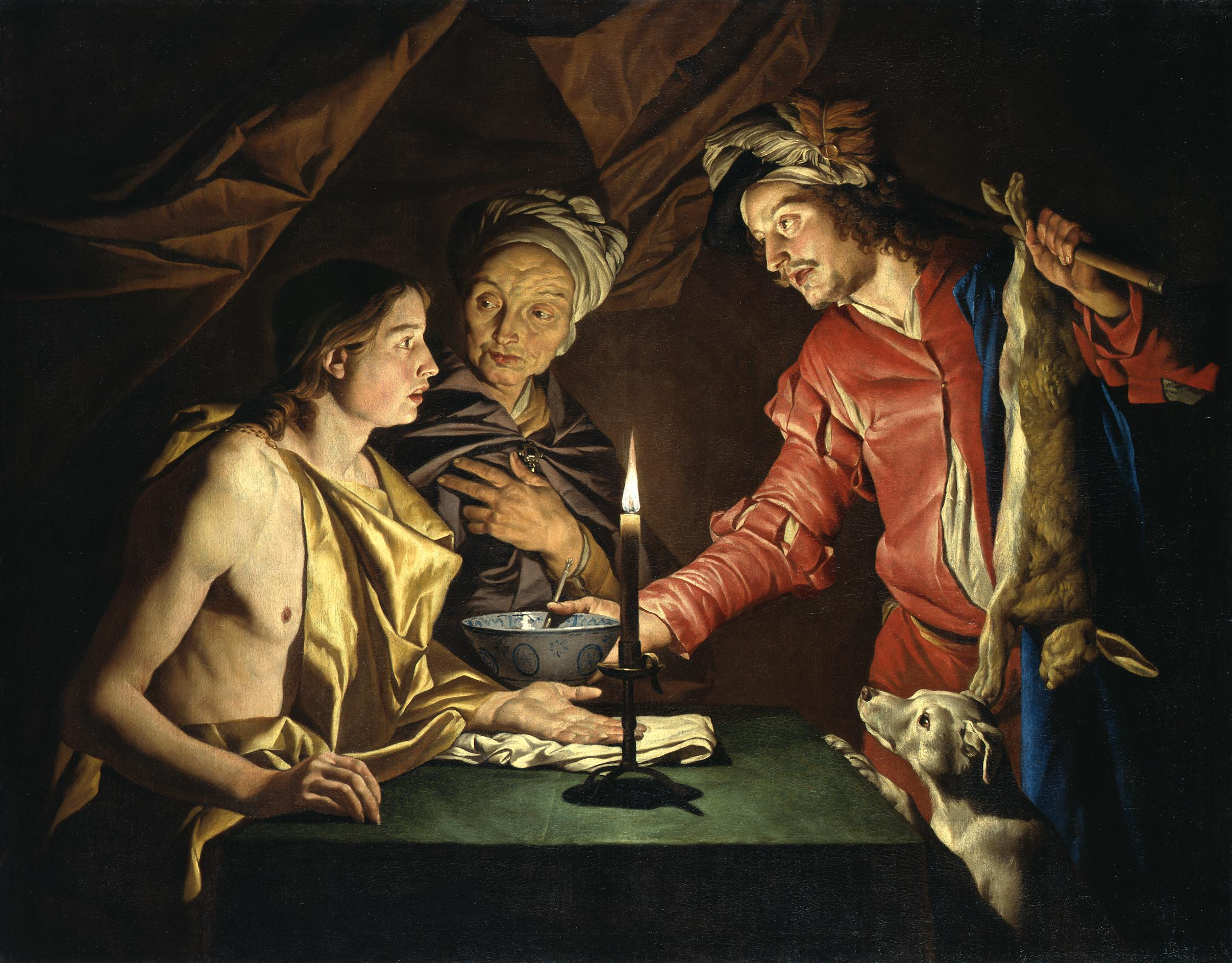
Esau vend son droit d'Aînesse, 1643 - Berlin Gemaldegalerie
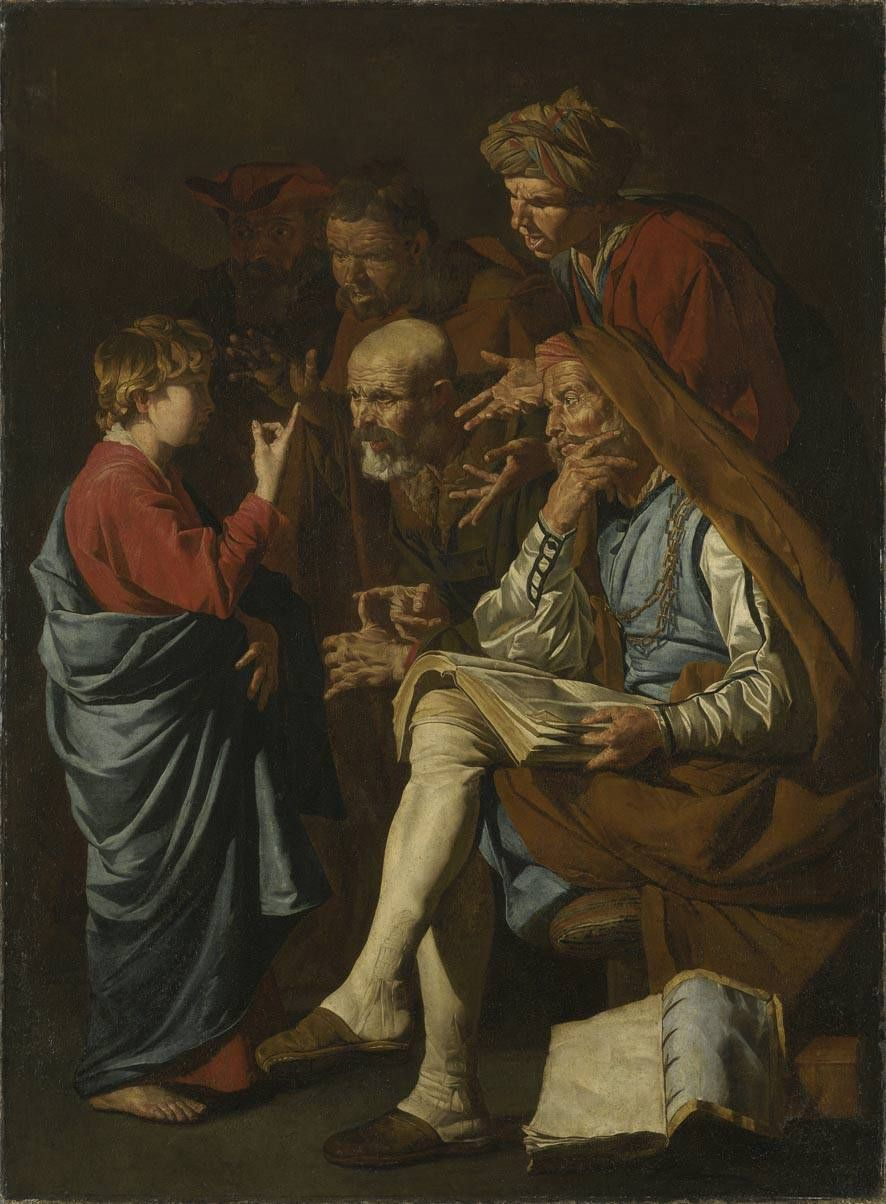
Jésus devant les docteurs, 1645 - Munich Alte Pinacothek